# Vittorio II di Ratibor
Vittorio II Hohenlohe-Schillingsfürst, duca di Ratibor, principe di Corvey, principe di Hohenlohe-Schillingsfürst (tedesco: Viktor Amadeus, 2. Herzog von Ratibor, 2. Fürst von Corvey, Prinz zu Hohenlohe-Schillingsfürst; Schloss Rauden, 6 settembre 1847 – Abbazia di Corvey, 9 agosto 1923), fu un membro del Casato di Hohenlohe-Schillingsfürst e Duca del ducato slesiano di Ratibor (ceco: Ratiboř, polacco: Racibórz).

## Infanzia e famiglia
Vittorio nacque nel Castello di Rauden nel Regno di Prussia, maggiore dei figli maschi di Vittorio I, Duca di Ratibor (1818–1893), figlio del Principe Francesco Giuseppe di Hohenlohe-Schillingsfürst e della Principessa Costanza di Hohenlohe-Langenburg, e di sua moglie, la Principessa Amalia di Fürstenberg (1821–1899), figlia di Carlo Egon II, Principe di Fürstenberg e della Principessa Amalia di Baden.
Ratibor studio legge a Bonn e Gottinga e fu membro dei Corps Borussia (1867) e Saxonia (1890). Vittorio fu accolto nei Saxonia insieme ai suoi quattro fratelli, Max, Carlo, Francesco (Colonnello à la suite) ed Egon (Hofmarschall).

## Carriera militare
Dopo aver conseguito il Dottorato in Legge entrò nei Potsdamer Leib-Garde-Husaren-Regiment nel quale combatté durante la guerra franco-prussiana.

## Carriera politica
Tra il 1873 ed il 1876 lavorò all'ambasciata tedesca di Vienna. Nel 1893 assunse i domini Kieferstädtel and Zembowitz nell'alta Slesia.
Dal 1897 al 1921 fu presidente della Provincia della Slesia  rispettivamente, del parlamento provinciale dell'Alta Slesia. Come membro del partito liberale conservatore, corse nel 1885 e 1888 per la Camera dei Rappresentanti Prussia. Dal 1893, fu membro della Camera dei signori di Prussia. Dal 1896 al 1904 fu presidente del Nuovo Partito della Coalizione.
Nel 1913 diventò cittadino onorario di Breslavia.

## Matrimonio

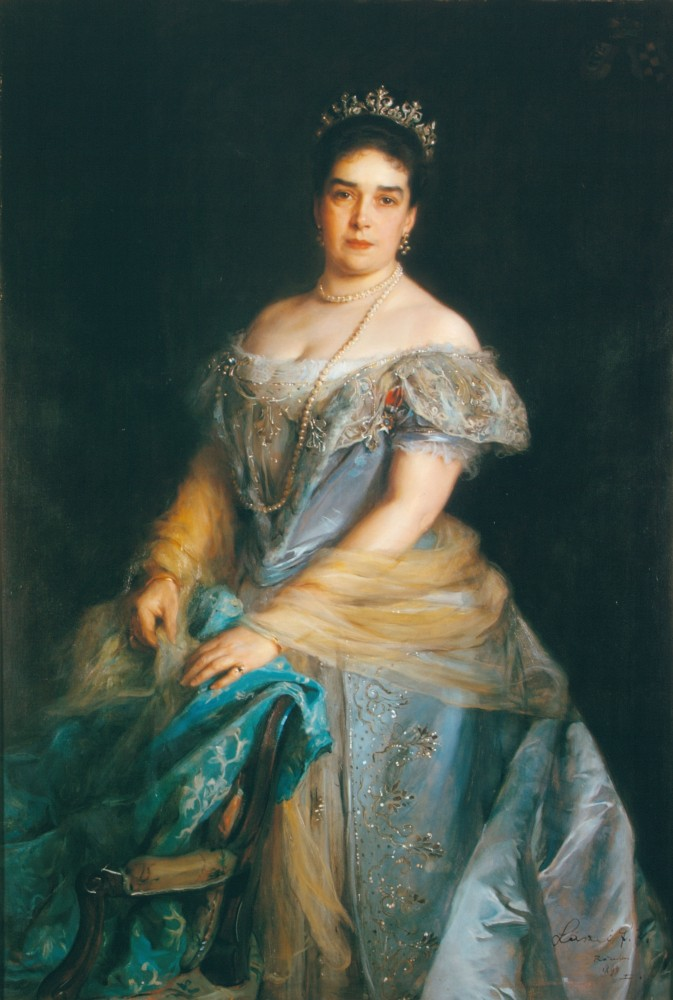
Ritratto di Maria Breunner-Enkevoith di Philip de László, 1899

Vittorio sposò il 19 giugno 1877 a Vienna la Contessa Maria Breunner-Enkevoirth (1856–1929), figlia di Augusto, Conte Breunner-Enkevoirth, e di sua moglie, la Contessa Agata Széchényi de Sárvár-Felsövidék.
Ebbero quattro figli:
- Vittorio III, Duca di Ratibor (2 febbraio 1879 – 11 novembre 1945), sposò nel 1910 la Principessa Elisabetta di Oettingen-Oettingen e Oettingen-Spielberg, ebbe figli.
- Principe Hans di Hohenlohe-Schillingsfürst (8 marzo 1882 – 5 gennaio 1948), sposò nel 1918 la Principessa Maria di Windisch-Graetz, senza figli.
- Principessa Agata di Hohenlohe-Schillingsfürst (24 luglio 1888 – 12 dicembre 1960), sposò nel 1910 il Principe Federico Guglielmo of Prussia, ebbe figli.
- Principessa Margherita di Hohenlohe-Schillingsfürst (3 marzo 1894–1973)

## Titoli, trattamento e onorificenze
- 6 settembre 1847 – 30 gennaio 1893: Sua Altezza Serenissima, il principe Vittorio di Ratibor e Corvey, principe di Hohenlohe-Schillingsfürst
- 30 gennaio 1893 – 9 agosto 1923: Sua Altezza Serenissima, il Duca di Ratibor, Principe di Corvey

### Onorificenze
Maggior generale à la suite dell'Esercito prussiano

## Ascendenza
|                                                          |                                       |                                                    | Genitori                                               |  |  | Nonni |  |  | Bisnonni                                                              |  |  | Trisnonni                                                            |  |
|                                                          |                                       |                                                    |                                                        |  |  |       |  |  | Carlo Alberto II, Principe di Hohenlohe-Waldenburg in Schillingsfürst |  |  | Carlo Alberto I, Principe di Hohenlohe-Waldenburg in Schillingsfürst |  |
|                                                          |                                       |                                                    |                                                        |  |  |       |  |  | Carlo Alberto II, Principe di Hohenlohe-Waldenburg in Schillingsfürst |  |  | Carlo Alberto I, Principe di Hohenlohe-Waldenburg in Schillingsfürst |  |
|                                                          |                                       | Principessa Sofia di Löwenstein-Wertheim-Rochefort |                                                        |  |  |       |  |  | Carlo Alberto II, Principe di Hohenlohe-Waldenburg in Schillingsfürst |  |  |                                                                      |  |
| Principe Francesco Giuseppe di Hohenlohe-Schillingsfürst |                                       |                                                    |                                                        |  |  |       |  |  | Carlo Alberto II, Principe di Hohenlohe-Waldenburg in Schillingsfürst |  |  |                                                                      |  |
|                                                          |                                       | Baronessa Giuditta Reviczky de Revisnye            | Barone János Kázmér Reviczky of Revisnye               |  |  |       |  |  |                                                                       |  |  |                                                                      |  |
|                                                          |                                       | Baronessa Giuditta Reviczky de Revisnye            | Barone János Kázmér Reviczky of Revisnye               |  |  |       |  |  |                                                                       |  |  |                                                                      |  |
|                                                          |                                       | Baronessa Giuditta Reviczky de Revisnye            | Baronessa Róza Perényi de Perény                       |  |  |       |  |  |                                                                       |  |  |                                                                      |  |
| Vittorio I, Duca di Ratibor                              |                                       | Baronessa Giuditta Reviczky de Revisnye            |                                                        |  |  |       |  |  |                                                                       |  |  |                                                                      |  |
|                                                          |                                       | Carlo Luigi, Principe di Hohenlohe-Langenburg      | Cristiano Alberto, Principe di Hohenlohe-Langenburg    |  |  |       |  |  |                                                                       |  |  |                                                                      |  |
|                                                          |                                       | Carlo Luigi, Principe di Hohenlohe-Langenburg      | Cristiano Alberto, Principe di Hohenlohe-Langenburg    |  |  |       |  |  |                                                                       |  |  |                                                                      |  |
|                                                          |                                       | Carlo Luigi, Principe di Hohenlohe-Langenburg      | Principessa Carolina di Stolberg-Gedern                |  |  |       |  |  |                                                                       |  |  |                                                                      |  |
| Principessa Costanza di Hohenlohe-Langenburg             |                                       | Carlo Luigi, Principe di Hohenlohe-Langenburg      |                                                        |  |  |       |  |  |                                                                       |  |  |                                                                      |  |
|                                                          |                                       | Contessa Amalia Enrichetta di Solms-Baruth         | Giovanni Cristiano II, Conte di Solms-Baruth           |  |  |       |  |  |                                                                       |  |  |                                                                      |  |
|                                                          |                                       | Contessa Amalia Enrichetta di Solms-Baruth         | Giovanni Cristiano II, Conte di Solms-Baruth           |  |  |       |  |  |                                                                       |  |  |                                                                      |  |
|                                                          |                                       | Contessa Amalia Enrichetta di Solms-Baruth         | Contessa Federica Luisa Reuss di Köstritz              |  |  |       |  |  |                                                                       |  |  |                                                                      |  |
| Vittorio II, Duca di Ratibor                             |                                       | Contessa Amalia Enrichetta di Solms-Baruth         |                                                        |  |  |       |  |  |                                                                       |  |  |                                                                      |  |
|                                                          | Principe Carlo Aloisio di Fürstenberg | Carlo Eccardo I, Principe di Fürstenberg           |                                                        |  |  |       |  |  |                                                                       |  |  |                                                                      |  |
|                                                          | Principe Carlo Aloisio di Fürstenberg | Carlo Eccardo I, Principe di Fürstenberg           |                                                        |  |  |       |  |  |                                                                       |  |  |                                                                      |  |
|                                                          | Principe Carlo Aloisio di Fürstenberg | Contessa Maria Giuseppa di Sternberg               |                                                        |  |  |       |  |  |                                                                       |  |  |                                                                      |  |
| Carlo Eccardo II, Principe di Fürstenberg                | Principe Carlo Aloisio di Fürstenberg |                                                    |                                                        |  |  |       |  |  |                                                                       |  |  |                                                                      |  |
|                                                          |                                       | Principessa Maria Elisabetta di Thurn und Taxis    | Alessandro Ferdinando, III Principe di Thurn und Taxis |  |  |       |  |  |                                                                       |  |  |                                                                      |  |
|                                                          |                                       | Principessa Maria Elisabetta di Thurn und Taxis    | Alessandro Ferdinando, III Principe di Thurn und Taxis |  |  |       |  |  |                                                                       |  |  |                                                                      |  |
|                                                          |                                       | Principessa Maria Elisabetta di Thurn und Taxis    | Principessa Maria Enrichetta di Fürstenberg            |  |  |       |  |  |                                                                       |  |  |                                                                      |  |
| Principessa Amalia di Fürstenberg                        |                                       | Principessa Maria Elisabetta di Thurn und Taxis    |                                                        |  |  |       |  |  |                                                                       |  |  |                                                                      |  |
|                                                          |                                       | Carlo Federico, Granduca di Baden                  | Federico, Principe Ereditario di Baden-Durlach         |  |  |       |  |  |                                                                       |  |  |                                                                      |  |
|                                                          |                                       | Carlo Federico, Granduca di Baden                  | Federico, Principe Ereditario di Baden-Durlach         |  |  |       |  |  |                                                                       |  |  |                                                                      |  |
|                                                          |                                       | Carlo Federico, Granduca di Baden                  | Principessa Amalia di Nassau-Dietz                     |  |  |       |  |  |                                                                       |  |  |                                                                      |  |
| Principessa Amalia di Baden                              |                                       | Carlo Federico, Granduca di Baden                  |                                                        |  |  |       |  |  |                                                                       |  |  |                                                                      |  |
|                                                          |                                       | Baronessa Luisa Carolina Geyer von Geyersberg      | Luigi Enrico, Barone Geyer di Geyersberg               |  |  |       |  |  |                                                                       |  |  |                                                                      |  |
|                                                          |                                       | Baronessa Luisa Carolina Geyer von Geyersberg      | Luigi Enrico, Barone Geyer di Geyersberg               |  |  |       |  |  |                                                                       |  |  |                                                                      |  |
|                                                          |                                       | Baronessa Luisa Carolina Geyer von Geyersberg      | Contessa Massimiliana Cristiana di Sponeck             |  |  |       |  |  |                                                                       |  |  |                                                                      |  |
|                                                          |                                       | Baronessa Luisa Carolina Geyer von Geyersberg      |                                                        |  |  |       |  |  |                                                                       |  |  |                                                                      |  |